# Đảng sâm bắc
Đảng sâm bắc (danh pháp hai phần: Codonopsis pilosula, đồng nghĩa: Campanumoea pilosula) hay còn gọi là Đẳng sâm hay Đẳng Linh Sâm là một loài cây sống lâu năm có nguồn gốc ở khu vực đông bắc châu Á và bán đảo Triều Tiên, thông thường được tìm thấy mọc xung quanh các bờ suối hay các cánh rừng thưa dưới bóng các cây to. Loài cây này là dạng cây bụi rậm rạp, có xu hướng leo bằng thân quấn, với các lá hình tim, hoa hình chuông màu lục nhạt với 5 đầu cánh hoa cùng các gân màu tía nhạt hay vàng. Loài cây này có thể cao tới 2,4–3 m (8–10 ft) và rễ dài 10–45 cm, dày 1–3 cm.

## Sử dụng
Rễ của đảng sâm được sử dụng trong y học cổ truyền Trung Hoa để hạ huyết áp, tăng hồng cầu và bạch cầu, điều trị chứng biếng ăn do tì vị hư nhược, khí huyết thiếu, tăng cường hệ miễn dịch và bổ sung khí. Rễ đảng sâm được thu hoạch vào năm thứ 3 hay 4 của đời cây và phơi khô trước khi đem bán.
Được coi là "nhân sâm của người nghèo", rễ của đẳng sâm cũng có thể được sử dụng để làm vị thuốc thay thế rẻ tiền hơn cho nhân sâm (Panax ginseng) vì đảng sâm và nhân sâm cùng bổ khí với đảng sâm bổ trung ích khí còn nhân sâm bổ tỳ vị và bổ nguyên khí. Tuy nhiên, không phải trong trường hợp nào cũng thay thế được, chẳng hạn đảng sâm trị ho suyễn do phế hư còn nhân sâm cũng trị ho suyễn và trị phế khí muốn tuyệt, hơi thở ngắn, thở ra gấp mà hít vào yếu, ho từng cơn, mạch tuyệt. Đảng sâm trị âm suy, cảm mạo, miệng khát còn nhân sâm trị miệng khát, tiêu khát (ngoại cảm không được dùng nhân sâm). Đảng sâm trị huyết hư còn nhân sâm trị huyết thoát (xuất huyết). Nhân sâm an thần, ích khí, hồi cứu sinh mạng nhưng đảng sâm không có các tác dụng này.
Một số bài thuốc có sử dụng đảng sâm là thập toàn đại bổ thang, tứ quân tử thang v.v. Trang Web của Bộ Y tế Việt Nam còn giới thiệu loài Codonopsis javanica (Hook.f. & Thomson) dưới tên gọi đảng sâm. Tuy nhiên, hai loài này có thể không có các dược tính hoàn toàn giống nhau.

## Các thứ
- Codonopsis pilosula thứ handeliana
- Codonopsis pilosula thứ modesta
- Codonopsis pilosula thứ volubilis

## Hình ảnh

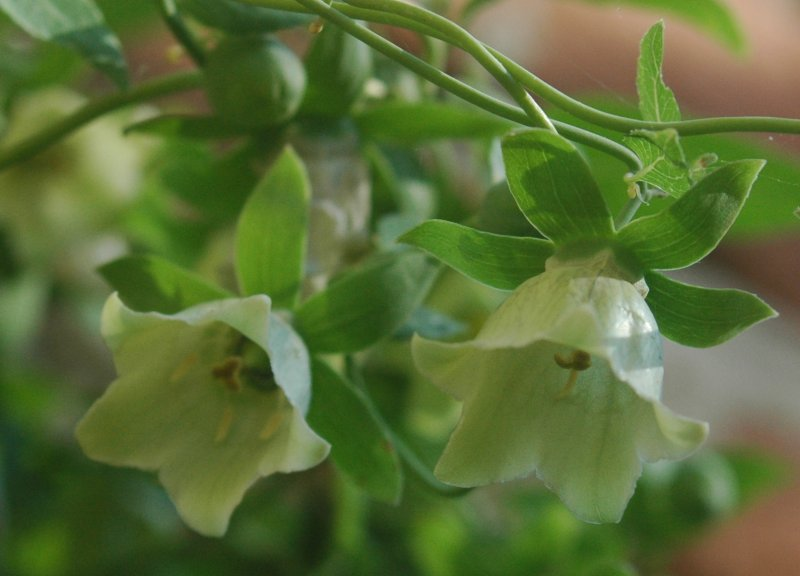
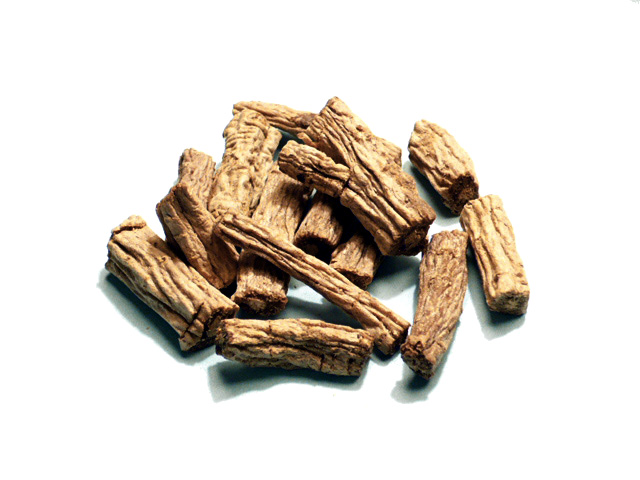
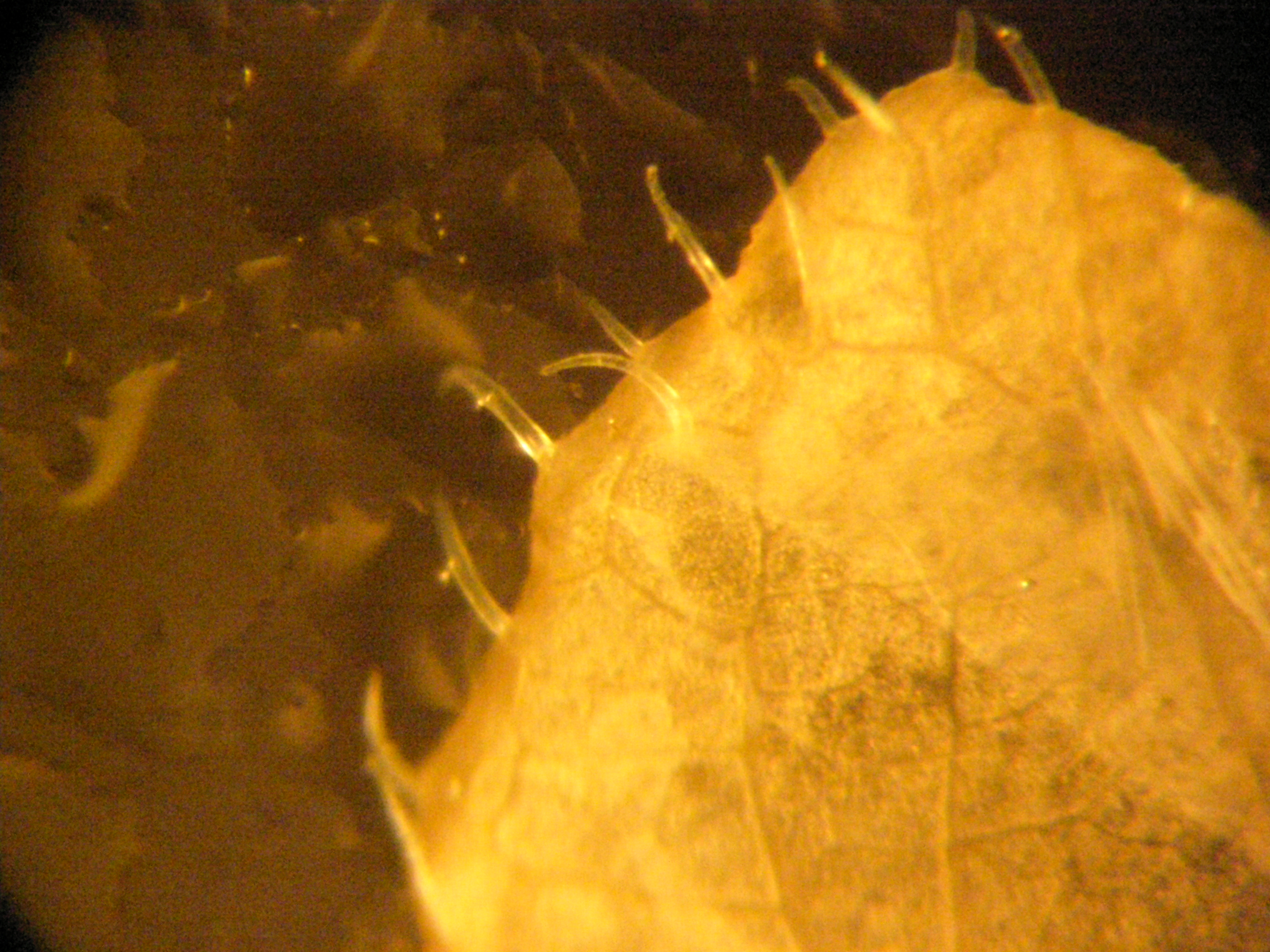
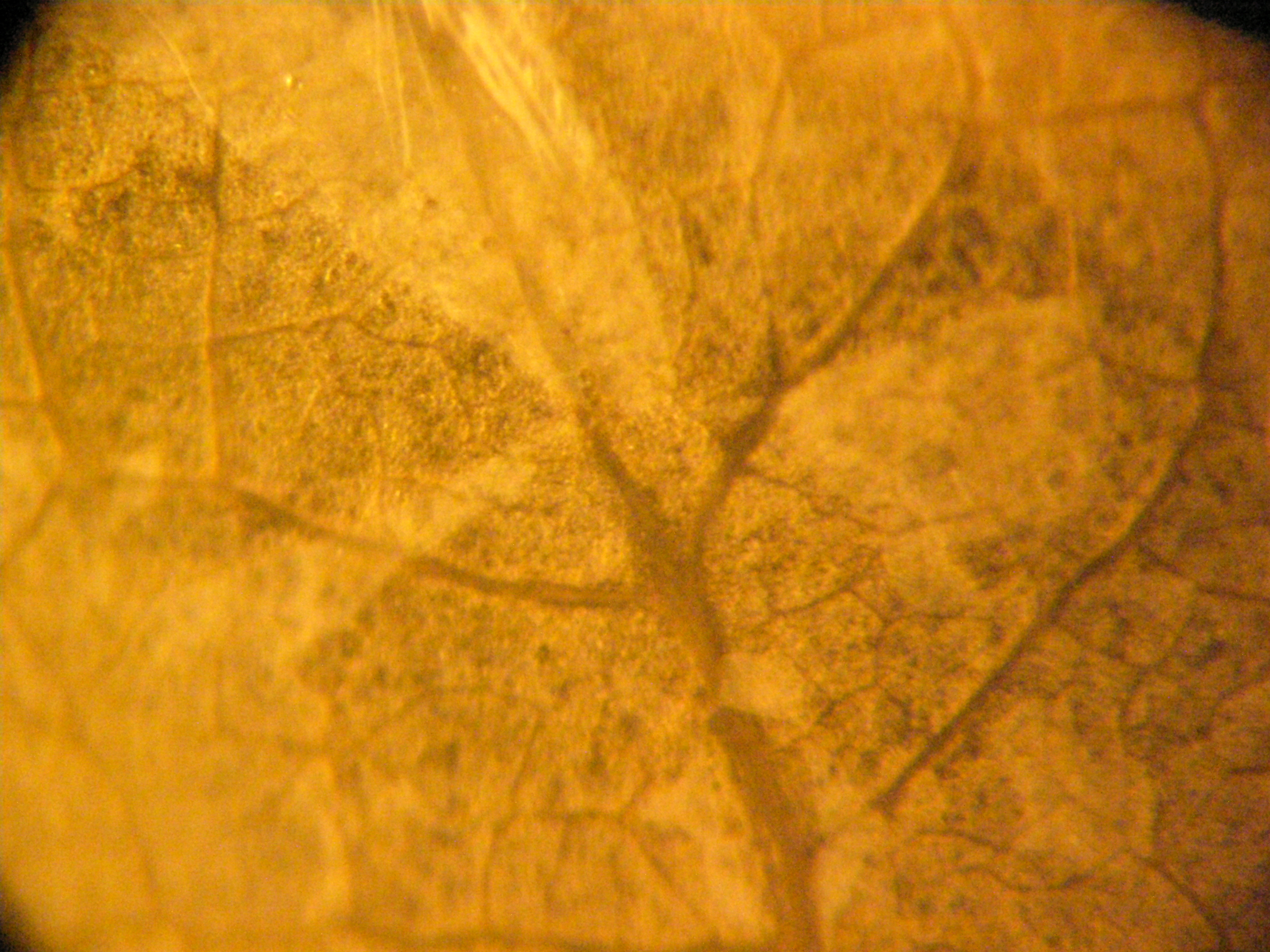